# USS Fitzgerald (DDG-62)
Pour les articles homonymes, voir Fitzgerald.
L’USS Fitzgerald (DDG-62) est un destroyer américain de la classe Arleigh Burke, nommé d'après l'officier de marine William Charles Fitzgerald. Il a été construit au chantier naval Bath Iron Works dans le Maine et son port d’attache était la base navale de San Diego.

## Historique
L'USS Fitzgerald est affecté au Destroyer Squadron 15 (en) de la 7e flotte des États-Unis stationné dans la base navale japonaise de Yokosuka depuis 2004. En 2017, il était, avant son accident, l'un des sept navires chargés de la défense antimissile balistique de cette flotte.

## Service opérationnel
Il participe au carrier strike group des trois porte-avions américains qui se sont succédé au Japon depuis 2004, les USS Kitty Hawk, George Washington et, en 2017, le Ronald Reagan. En 2022 participation à l'Exercice naval multilatéral Milan.

### Collision avec un porte-conteneurs

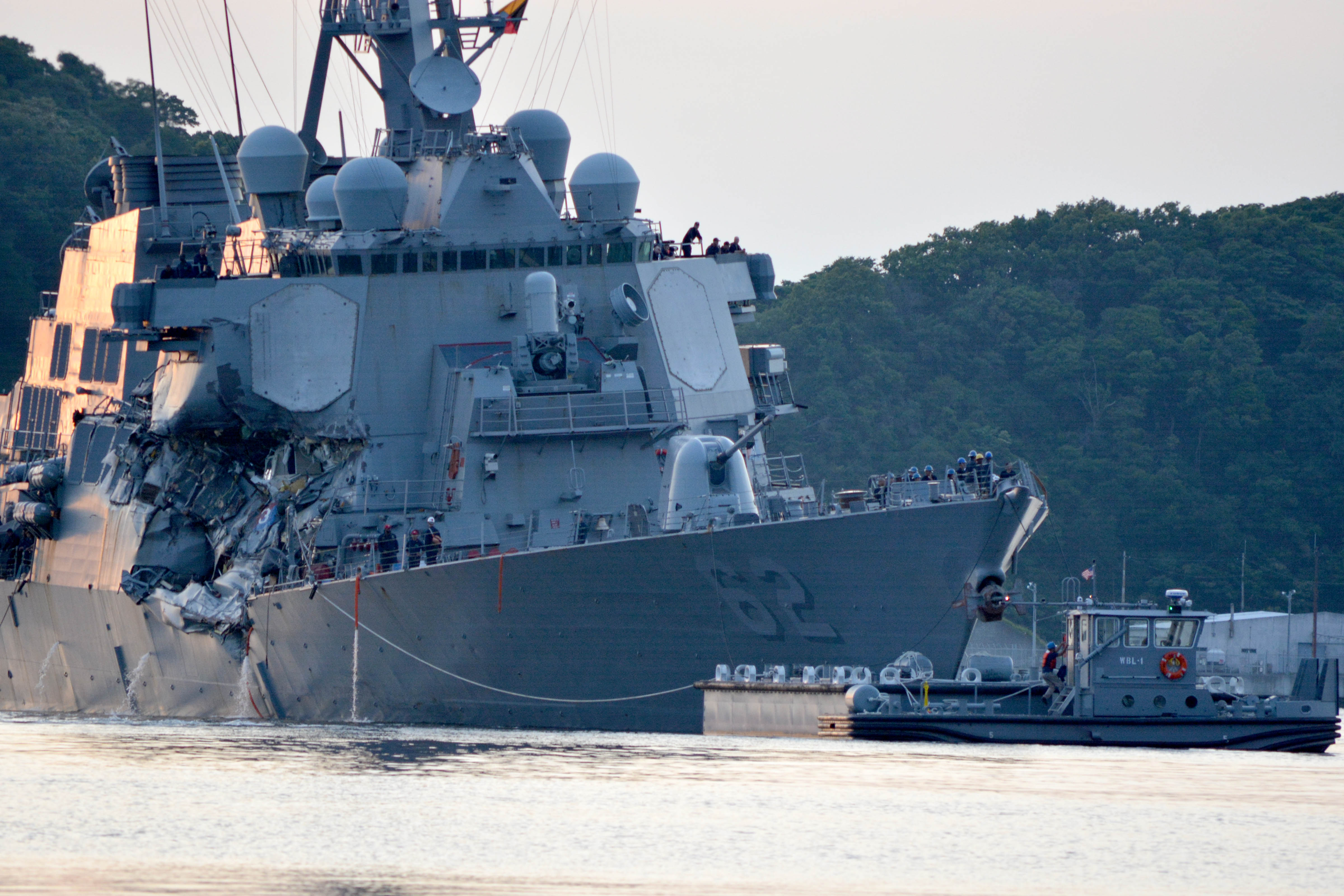
L'USS Fitzgerald endommagé, de retour à la base navale de Yokosuka le 17 juin 2017.

Dans la nuit du 16 au 17 juin 2017 à 2h20 local, le Fitzgerald entre en collision avec le porte-conteneurs philippin MV ACX Crystal (en) (220 m de long pour 29 000 tonnes en port lourd) dans les eaux de la mer du Japon à 56 milles nautiques au large de la base navale de Yokosuka au Japon. Le navire est sévèrement endommagé en son centre tribord au niveau des cabines des membres d'équipage ainsi que sous sa ligne de flottaison près de la quille, créant une importante voie d'eau. Trois marins sont gravement blessés – dont le commandant du navire Bryce Benson – et doivent être évacués par les airs. Sept autres membres d'équipage, initialement portés disparus, sont finalement retrouvés morts dans les débris de la coque enfoncée,.
Le tracé des routes des deux navires montre que le MV ACX Crystal a effectué un demi-tour, inexpliqué, dans un environnement maritime chargé – de nuit mais par une météo clémente – et a éperonné quelques minutes plus tard le navire militaire américain par tribord en son centre,.
À la suite de l'inondation de plusieurs compartiments, d'une perte de puissance du bâtiment, et d'un gite, l'USS Fitzgerald est pris en charge par des remorqueurs et accompagné par l'USS Dewey, ainsi que des navires garde côtes japonais, vers la base américaine de Yokosuka.
Deux mois après l'accident, l'enquête préliminaire conclut à des manquements graves de la part de l'équipage de l'USS Fitzgerald et en particulier du capitaine de frégate Bryce Benson, de son second Sean Babbitt, et du maître Brice Baldwin – tous trois absents du pont au moment du choc – conduisant à la suspension de leurs fonctions des trois officiers pour avoir « perdu la conscience de la situation » alors qu'ils avaient l'équipe de quart sous leur responsabilité et à des mesures disciplinaires pour une dizaine d'autres marins. Le 23 août 2017, l'amiral général de la flotte du Pacifique, Scott Swift, décide du renvoi du vice-amiral Joseph P. Aucoin commandant de la septième flotte, au motif d'« une perte de confiance [...] en sa capacité à commander » cette dernière après une seconde collision, celle de l'USS John S. McCain avec un navire civil ayant fait dix morts, survenue en moins de deux mois. Il est remplacé par le contre-amiral Phil Sawyer.